# Перхун, Сергей Владимирович
Серге́й Влади́мирович Перху́н (укр. Сергій Володимирович Перхун; 4 сентября 1977, Днепропетровск, УССР, СССР — 28 августа 2001, Москва, Россия) — украинский футболист, выступавший на позиции вратаря. За свою карьеру выступал за украинские клубы «Днепр», «Металлург» (Новомосковск) и «Днепр-2», молдавский «Шериф» и российский ЦСКА из Москвы. В составе молдавского «Шерифа» завоевал Кубок Молдовы. Единственную игру за сборную Украины провёл 15 августа 2001 года против Латвии.
18 августа 2001 года в матче чемпионата России против «Анжи» Перхун в результате столкновения с нападающим противника Будуном Будуновым получил черепно-мозговую травму, несовместимую с жизнью, и скончался спустя 10 дней от отёка головного мозга. Перхун стал первым в истории российского футбола спортсменом, умершим вследствие полученной на поле травмы.

## Ранние годы
Родился 4 сентября 1977 года в городе Днепропетровск. Имя получил в честь деда, прошедшего Великую Отечественную войну и дошедшего до Берлина. Отец — Владимир Сергеевич Перхун, мать — Ольга. Также есть младшая сестра Яна. Футболом занимался с 7 лет. По воспоминаниям отца, Перхун всё свободное от учёбы время проводил на площадке, играя в футбол со сверстниками, и стоял на воротах.
Перхун пришёл в футбольную ДЮСШ «Днепр-75» при «Днепре», когда случайно нашёл обрывок афиши о наборе в футбольную секцию: он проходил просмотр у тренера Анатолия Бурганова. Сергей записался в группу под руководством Анатолия Бурганова,играя за команду «Сокол», а спустя пять лет после итогового чемпионата школы и последующего объединения команд стал работать под руководством заслуженного тренера Украины Виталия Мусиенко, тренируясь у него шесть лет вплоть до выпуска из школы. Изначально он пробовал разные позиции, но позже остановился окончательно на вратарской.
Вместе с командными наградами Перхун завоевал несколько индивидуальных призов как лучший вратарь детских турниров;в 1992 году выиграл первый чемпионат Украины среди юношей и получил приз лучшего вратаря Украины. Во время учёбы  мечтал о выступлениях за «Барселону». После окончания школы он поступил в Днепропетровский государственный институт физкультуры и спорта (ныне — Приднепровская государственная академия физической культуры и спорта).

## Клубная карьера

### «Днепр»
Перхун дебютировал за «Днепр» 8 октября 1993 года в игре против «Кривбасса» (победа 2:1): на момент дебюта ему было 16 лет, 1 месяц и 4 дня. Таким образом, Перхун стал самым молодым дебютантом Высшей лиги Украины среди вратарей. По воспоминаниям тренера «Днепра» Николая Павлова, накануне этой игры заболел основной вратарь «Днепра» Николай Медин, а его квартиру обокрали неизвестные, что ухудшило состояние Медина. Павлову пришлось пойти на риск, доверив Перхуну провести ту встречу. Его команда выиграла со счётом 2:1, а свой гол Перхун пропустил после выхода соперника 1-на-1. После матча Сергей получил премиальные за матч, передав их семье.
В 1994 году Перхун в связи с покупкой клубом вратаря Святослава Сироты продолжил выступление в школе «Днепра-75», выиграв с командой юношеский чемпионат Украины. По ходу турнира Сергей в одном из эпизодов из-за ошибки партнёров получил удар в коленную чашечку от нападающего, сумев опередить его на долю секунды и спасти команду от гола. Несмотря на отсутствие перелома, врачи рекомендовали ему отдохнуть, однако Сергей отказался и вышел на финал. Его команда организовала тщательную оборону и не позволила противнику создать ни одного реального момента, а Перхун получил приз лучшего вратаря турнира. В том же году после выступления на чемпионате Европы U-16, принёсшего Перхуну бронзовую медаль, вратарём всерьёз заинтересовалась итальянская «Фиорентина», однако Сергей отказался покидать украинский клуб.
В следующем сезоне командой руководил немецкий специалист Бернд Штанге, который после ухода Николая Павлова в Киев занялся налаживанием микроклимата в коллективе и привёл команду к бронзовым медалям чемпионата Украины. Одноклубником Перхуна стал немец Андреас Зассен, который однажды на тренировке поспорил с Перхуном о том, сколько забьёт пенальти. Перхун взял спорный удар, но сломал себе руку — этот инцидент прежде случался и на чемпионате Европы U-16 в Северной Ирландии, причём Перхун сломал ту же самую руку. Боли преследовали Перхуна в течение трёх месяцев, поскольку врачи не сделали рентгеновский снимок, однако Перхун продолжал играть с травмой, взяв в одном из матчей пенальти. Когда перелом был определён и вратарю наложили гипс, у команды был всего один здоровый вратарь в лице Святослава Сироты, поэтому Сергей продолжал попадать в заявку. Параллельно Перхун играл на правах аренды за новомосковский «Металлург» с Андреем Котюком, Александром Рыкуном и Валентином Платоновым.
9 июня 1996 года в 33-м туре чемпионата Украины «Днепр» играл в гостях у киевского «Динамо»: «динамовцы» уже фактически выиграли чемпионат, а «Днепр» обеспечил себе третье место, не имея шансов ни догнать одесский «Черноморец», ни возможности опуститься ниже. На 29-й минуте Святослав Сирота, когда его команда проигрывала 0:2, подвернул ногу и вынужден был попросить замену. Сергей Перхун, сняв гипс, вышел на поле и доиграл матч, пропустив три гола («Динамо» победило 5:1). В последнем туре «Днепр» дома играл против «Волыни», одержав победу 2:1, а Перхун отыграл все 90 минут на высшем уровне. Из-за преждевременного снятия гипса боли усилились, и Сергею сделали срочную операцию: несмотря на то, что врачи давали невысокие шансы на восстановление, Перхун уже через полгода вернулся в строй.
После того, как «Днепр» купил Илью Близнюка, Перхун снова стал резервным вратарём. Только в сезоне 1998/1999 года он снова стал попадать в стартовый состав после травмы Ильи Близнюка в матче 1-го тура против донецкого «Металлурга», полученной им на 14-й минуте при счёте 0:2 в пользу донецкого клуба. Перхун заменил Близнюка и не пропустил ни одного гола, однако «Днепр» не смогли отыграть даже один мяч. В следующем матче против «Таврии» Перхун отыграл все 90 минут, а 2 августа в 5-м туре против киевского «Динамо» сделал много сейвов, позволив команде удержать неожиданную победу со счётом 3:2. В матче 8-го тура против «Шахтёра» он пропустил 6 мячей, а в 9-м туре его клуб потерпел поражение от киевского ЦСКА в результате единственного гола Виктора Леоненко, забитого со штрафного. Этот матч стал для Перхуна последним за «Днепр».
За 7 лет выступлений в составе «Днепра» Перхун провёл всего 23 матча в чемпионате Украины, пропустив 31 гола (в том числе два с пенальти), отразил один пенальти и отыграл 7 матчей «на ноль». Всего он сыграл 30 матчей во всех турнирах за «Днепр». При этом, играя за дубль команды в сезоне 1997/1998 года, Перхун постоянно переживал за игроков основного состава «Днепра». Сергею предлагали несколько вариантов: от перехода в киевское «Динамо» (Валерий Лобановский обратил на него внимание после поражения «Динамо» 2:3 в 8-м туре) до перехода в «Ворсклу».

### «Шериф»
Из-за финансовых соображений и отсутствия перспектив в клубе в 1999 году Перхун перешёл в тираспольский «Шериф», что произошло по рекомендации бывшего вратаря «Днепра» Сергея Краковского. В составе молдавской команды Сергей стал основным вратарём: 26 мая 1999 года он выиграл Кубок Молдовы, что позволило ему затем дебютировать в составе «Шерифа» в еврокубках. Однако уже в первом раунде Кубка УЕФА сезона 1999/2000 года его команда уступила чешской «Сигме»: дома была зафиксирована ничья 1:1, а в гостях — ничья 0:0, что по правилу голов на чужом поле выводило дальше «Сигму».
По воспоминаниям главного тренера «Шерифа» Сергея Боровского, Перхун за два года выступлений стал настоящим мастером, научившись играть в современный футбол. В сезоне 1999/2000 года он стал серебряным призёром чемпионата Молдовы, не сумев прервать гегемонию столичного «Зимбру». В конце сезона Перхун покинул тираспольскую команду, решив, что перерос её уровень, однако даже по окончании контракта юридические права на вратаря оставались за молдаванами. В течение 2000 года Перхун поддерживал форму в киевском ЦСКА, куда его пригласил Сергей Краковский. Вплоть до закрытия трансферного окна он вёл переговоры с разными украинскими командами, однако ни киевское «Динамо», ни донецкий «Шахтёр», ни «Днепр» не приобрели игрока; неудачными были и переговоры с турецким «Галатасараем».

### ЦСКА
В 2001 году Сергей Перхун приехал в Москву на просмотр к столичному клубу «Торпедо-ЗИЛ». Тренер «автозаводцев» Евгений Кучеревский, оценив игру Перхуна, пытался приобрести вратаря, однако у клуба не было денег на покупку. Кучеревский безуспешно пытался убедить руководство выделить сумму на приобретение вратаря, которое отказалось от этого предложения, сославшись на то, что в команде и так хватает первоклассных вратарей. Также Сергей безуспешно пытался перейти в московское «Динамо». Удача ему улыбнулась во время просмотров в ЦСКА, где его игру высоко оценил тренер «армейцев» Павел Садырин, согласившийся оставить у себя игрока.
В чемпионате России по футболу 2001 года Перхун изначально был резервным вратарём при наличии Андрея Новосадова и Вениамина Мандрыкина, плюс против него говорило отсутствие практики на протяжении более чем полугода. Первые два тура он провёл в дублирующем составе, не пропустив ни одного мяча, в то время как основной состав проиграл 0:2 и 0:3 соответственно. В 3-м туре против московского «Спартака» состоялся дебют Перхуна, который обернулся поражением 0:1. Этот же неудовлетворительный результат был и в 4-м туре против «Торпедо», однако вины Перхуна в пропущенных голах не было. Из-за ОРЗ Сергей снова сел на скамейку запасных, уступив место Андрею Новосадову, однако после его травмы стал основным вратарём: в 7-м туре против «Зенита» Перхун заменил Новосадова в перерыве и отыграл «на ноль».
За ЦСКА Перхун успел сыграть 13 матчей, пропустив всего 6 мячей и отыграв семь матчей «на ноль». По ходу матчей Перхун нередко бросался в ноги противнику и спасал команду от гола. По итогам многочисленных журналистских опросов занимал лидирующие позиции в списках лучших вратарей, лучших дебютантов и лучших легионеров чемпионата России. По словам Юлии Перхун, Сергей называл в качестве своего возможного сменщика в клубе Игоря Акинфеева.

## Карьера в сборных
В начале 1993 года была созвана юношеская сборная Украины под руководством Владимира Киянченко, игроки которой были не старше 16 лет на момент призыва. Основным вратарём этой команды стал Сергей Перхун, в том же составе играли Геннадий Зубов, Андрей Воронин, Олег Ящук и Валентин Слюсар. Команда одержала победы в рамках нескольких международных турниров в Испании, Венгрии и Словакии, однако славу ей принёс чемпионат Европы 1994 года, проходивший в Северной Ирландии, на котором украинцы завоевали бронзовые медали. С турнира Перхун привёз футболку и свисток, передав их в подарок Виталию Мусиенко.
На чемпионате Европы в Северной Ирландии Перхун получил травму: официально это произошло во время матча группового этапа против сборной Турции, фактически же это случилось на предыгровой тренировке, когда во время тренировки пенальти Сергей повредил руку. Согласно свидетельствам, Олег Федорук решил поспорить с вратарём, что сможет забить 5 пенальти из 5, в то время как Перхун утверждал, что Федорук не забьёт больше двух. После четырёх попыток Сергей парировал два удара и пропустил два гола. При пятом ударе Федорук пробил изо всех сил, и Перхун парировал удар ценой перелома руки. Тренеры раскритиковали Перхуна за необдуманный поступок и чрезмерную отдачу игре, а сам вратарь получал медали в гипсе. Игрокам сборной после чемпионата Европы обещали присвоить звания мастеров спорта, однако это так и не было выполнено.
В 1998—1999 годах в составе сборной Украины до 21 года Сергей Перхун сыграл два матча против сверстников из России 4 сентября 1998 года (победа 1:0 дома) и Франции 3 сентября 1999 года (ничья 0:0 дома) в рамках отбора на молодёжный чемпионат Европы, отстояв в обоих случаях «на ноль», однако сборная на турнир не попала, заняв 3-е место в квалификационной группе.
15 августа 2001 года Сергей Перхун провёл первую и последнюю игру в составе национальной сборной Украины, отыграв первый тайм товарищеского матча против сборной Латвии (украинцы победили со счётом 1:0). После матча против латышей Леонид Буряк, помощник главного тренера сборной Украины Валерия Лобановского, лично пообещал Сергею, что его вызовут на последующие матчи отборочного турнира чемпионата мира 2002 года против Беларуси и Армении. Лобановский намеревался действительно вызвать Перхуна в связи с травмами основного вратаря сборной Александра Шовковского и второго вратаря Максима Левицкого (тот приехал на сборы в Кончу-Заспу уже с травмой).

## Гибель
18 августа 2001 года в Махачкале прошёл матч 22-го тура чемпионата России между ЦСКА и «Анжи». Накануне игры армейцы лишились трёх ключевых игроков: Давронжон Файзиев уехал в расположение сборной Узбекистана, а Предраг Ранджелович и Элвер Рахимич, ранее игравшие в «Анжи», убедили руководство ЦСКА не включать их в заявку. Сергей вышел на тот матч в основном составе клуба, а эта игра стала 13-й для него в составе ЦСКА. К тому моменту у «армейцев» была беспроигрышная серия из 17 матчей, которая продлилась в итоге и после встречи в Махачкале. По воспоминаниям Владимира Перхуна, у него были дурные предчувствия накануне игры; Сергей в последнем телефонном разговоре с отцом произнёс загадочную фразу «Умру, но не пропущу», а перед матчем успел отправить СМС-сообщение своей супруге. Встреча по общедоступным каналам не транслировалась.
Игра против «Анжи» характеризовалась подавляющим преимуществом хозяев, но только благодаря игре Перхуна они не могли поразить ворота ЦСКА, а к концу встречи игра стала жёсткой и даже грязной. На 78-й минуте матча при счёте 0:0 последовала длинная передача игроком «Анжи» Небойшей Стойковичем из глубины поля в сторону ворот ЦСКА. Перхун вышел за пределы штрафной площадки, бросившись наперерез летевшему нападающему махачкалинцев Будуну Будунову: играть руками он не мог, поэтому выпрыгнул за мячом, пытаясь отбить его головой. Хотя Перхун мог выставить вперёд ногу или колено, он этого не сделал из-за риска травмирования соперника и попросту подставил Будунову висок. Не желая уступать мяч вратарю, Будунов не сбавил скорость: хотя Сергей успел выбить головой мяч, оба игрока врезались друг в друга в воздухе. По словам одноклубника Перхуна Вениамина Мандрыкина, жившего в одном номере в Махачкале с ним и Спартаком Гогниевым, изначально команда ничего не поняла, решив, что у вратаря обычное рассечение, однако позже выяснилось, что удар пришёлся точно в височную кость. Об инциденте Будунов говорил, что не пошёл бы до конца на мяч, если бы Перхун остался в штрафной, но в том эпизоде он сыграл именно в мяч, не имея намерений как-либо травмировать вратаря. Оба игрока были немедленно госпитализированы, но до конца встречи счёт в матче так и не был открыт.
Первоначально состояние Перхуна не вызывало опасений: врачи оказали ему первую медицинскую помощь, наложив швы на повреждённый участок надбровной дуги, обработав рваную рану головы и сделав две инъекции против столбняка. Вратарь был отправлен на санитарном автомобиле в аэропорт, будучи при этом в сознании, разговаривая с врачами и руководством ЦСКА: он даже попросил президента клуба Евгения Гинера разрешить ему выйти на следующий матч. Однако через 7 минут после начала поездки (по словам Владимира Перхуна — через 15 минут) состояние Сергея резко ухудшилось: он потерял сознание, у него начались судороги, а позже была зафиксирована остановка сердца. Врачи ЦСКА сумели запустить сердце снова, а машину направили срочно в махачкалинскую больницу. После прибытия в больницу у Перхуна случились ещё две остановки сердца, работу которого опять же удалось восстановить. Перхуна подключили к аппарату искусственной вентиляции лёгких, переведя его в отделение реанимации, но вратарь впал в состояние глубокой комы. Утром 19 августа по итогам компьютерной томографии у вратаря были констатированы ушиб первой степени и массивный отёк мозга, а также обнаружены незначительные гематомы носовых и гайморовых пазух, хотя состояние частично стабилизировалось. Вечером в Махачкалу прибыла бригада врачей из московского Центра медицинских катастроф и Института нейрохирургии имени Бурденко. После осмотра было принято решение перевести Перхуна в Москву: его доставили в ночь с 19 на 20 августа в Институт нейрохирургии имени Бурденко.
20 августа после результатов анализа врачи поставили диагноз — «открытая черепно-мозговая травма, перелом задней стенки орбиты справа, диффузный отёк головного мозга гипоксического генеза, кома — II». Перхун оставался на искусственной вентиляции лёгких, врачами велась интенсивная терапия по борьбе против отёка мозга. Игроки ЦСКА были потрясены случившимся и не собирались покидать Махачкалу, пока не прояснится ситуация с Перхуном. За время пребывания Перхуна в московской больнице армейцы сыграли матч против «Торпедо-ЗИЛ» (1:1), а болельщики обеих команд пришли на стадион в футболках с надписью «Держись, Сергей», «Верим в тебя, вратарь!» и «Серёжа, мы с тобой». В Интернете фанаты в своих гостевых книгах выражали сочувствие родным и близким Перхуна, желая вратарю скорейшего выздоровления и возвращения на поле. Сам Будунов в результате столкновения получил ушиб головного мозга, частично потеряв память: он очнулся в раздевалке, толком не помня произошедшего. Он пролежал девять дней в реанимации и ещё два-три месяца проходил лечение в разных клиниках: по его словам, ему запрещали смотреть телевизор в больнице и общаться по телефону, а также ограничивали общение с кем-либо. Перхуна в палате посещали его родители, сестра Яна и супруга Юлия, находившаяся на третьем месяце беременности. Врачи отказывались официально давать прогнозы по состоянию Сергея, поскольку в подобных ситуациях у больных были часто неблагоприятные перспективы. В итоге, несмотря на намечавшуюся изначально положительную динамику в состоянии пострадавшего в виде присутствия рефлексов, в понедельник, по наблюдениям врачей, у пациента прекратилось мозговое кровообращение, а клетки мозга стали отмирать.
28 августа в 5:20 (по другим данным, в 5:25 или 5:30) утра Сергей Перхун скончался от тотального отёка головного мозга. Официальное заключение врачей о причине смерти гласило: «Остановка мозгового кровотока с последовавшей за этим гибелью клеток головного мозга». Смерть Перхуна стала шоком для российского и мирового футбола. Соболезнования родным и близким Перхуна, его клубу ЦСКА, всем российским и украинским болельщикам выразил лично президент ФИФА Йозеф Блаттер, а в эфире итальянского государственного телеканала Rai 1 даже вышел большой сюжет о Сергее Перхуне. Пресса проводила мрачные аналогии между гибелью Перхуна на поле в 2001 году и гибелью в автокатастрофе в 1991 году другого вратаря ЦСКА, Михаила Ерёмина. Сам Будунов узнал о трагедии, смотря телевизор без звука и увидев фотографию Перхуна в траурной рамке. В дальнейшем Будунов неоднократно выражал сожаление тому, что стычка завершилась трагедией, однако всячески уверял, что не имел никаких намерений наносить травму вратарю. Позже игроки и тренеры обеих команд говорили, что случившееся было исключительно игровой ситуацией, отрицая злой умысел в действиях Будунова. Шок постиг даже сборную России в преддверии отборочного матча против Словении: по словам вратаря Руслана Нигматуллина, команда оказалась «в трансе». Считается, что гибель Перхуна окончательно подкосила Павла Садырина, умершего 1 декабря 2001 года после тяжёлого онкологического заболевания.

## Похороны
Прощание руководства ЦСКА и команды состоялось 29 августа в траурном зале больницы имени Боткина, через 3 часа во Дворце спортивных единоборств на Ленинградском проспекте началась гражданская панихида, на которой присутствовали фанаты всех российских клубов (там же присутствовали Павел Садырин и Юрий Сёмин). Самолёт с телом вратаря прибыл в Днепропетровск с опозданием на 4 часа, вызванным тем, что на панихиду пришло очень много людей. В аэропорту Днепропетровска собралось много болельщиков, у трапа стоял катафалк и взвод солдат. Похороны Перхуна состоялись 30 августа на Запорожском кладбище Днепропетровска, на них присутствовало около 10 тысяч человек. Несмотря на просьбы, Будунов не убедил врачей и руководство «Анжи» отпустить его на похороны Перхуна: только в 2008 году Будунов приехал на могилу Сергея в Днепропетровске, встретившись с его матерью. Несколько раз он безуспешно пытался встретиться с отцом и вдовой Сергея, а позже окончательно отказался от этой идеи, чтобы не травмировать лишний раз семью. Отец Сергея обвинял Будунова в том, что тот не показывал никакого желания встречаться с родственниками, даже не позвонив. Встреча Будунова с матерью Сергея была показана в эфире программы «Чистосердечное признание» на телеканале НТВ.

## Память
Матч 1 сентября 2001 года между сборными Украины и Беларуси начался с минуты молчания в память Перхуна: игра завершилась победой Украины со счётом 2:0 и стала дебютной для украинского вратаря Юрия Вирта. Игра 1/16 финала Кубка России по футболу между ЦСКА и саранской «Светотехникой» началась с минуты молчания в память о Перхуне, а игроки ЦСКА, начиная с этой встречи, до конца сезона выступали с траурными лентами на рукавах. На оставшихся матчах сезона ЦСКА болельщики выставляли на трибунах огромную футболку с номером и фамилией Перхуна. 2 сентября в Киеве на стадионе «Динамо» был проведён матч между московскими и киевскими «армейцами» в память о Перхуне: вся прибыль от продажи билетов шла семье вратаря. Игра завершилась победой киевлян со счётом 1:0.
Футболки ЦСКА с номером 16 были выведены из оборота, а номер в клубе был закреплён за Перхуном посмертно. Начиная с 2002 года, в матчах ЦСКА, выпадающих на конец августа, на секторах вывешиваются баннеры в память Сергея Перхуна, в том числе со словами «Из ворот в вечность», «Сергей Перхун. № 16», «Пришёл, влюбил всех в себя и ушёл». Позже на могиле вратаря был установлен памятник авторства Александра Рукавишникова: разрешение на вывоз памятника подписал лично Владимир Путин, средства на создание были предоставлены Евгением Гинером. Ещё один памятник был установлен в 2005 году в Днепропетровске у здания государственной академии физической культуры и спорта, над которым работали скульпторы Борис Волков и Степан Поляк, архитекторы Иван Гаврилов и Владимир Положий. Средства на установку этого памятника шли от множества добровольцев, а общество днепропетровских ветеранов Афганской войны, по словам Владимира Перхуна, даже записало Сергея в списки погибших при исполнении воинского долга.
В 2003 году было объявлено о намерении Владимира Сергеевича Перхуна зарегистрировать в Федерации футбола Украины медаль памяти Сергея Перхуна «За мужество и самоотверженность в футболе», которая будет вручаться лучшему украинскому игроку, демонстрировавшему бойцовские качества и преданность принципам честной игры: автором медали выступил художник-медальер Евгений Грошев. В 2005 году в печать вышла книга Владимира Перхуна «Мой сын — вратарь», представленная 29 августа в Киеве в конференц-зале агентства УНИАН. На пресс-конференции присутствовали, помимо автора, директор выпустившего книгу издательства «Проспект» Александр Максимовский; первый вице-президент ФФУ Александр Бандурко; тренер юношеской сборной U-17, выигравшей бронзовые медали чемпионата Европы 1994 года Владимир Киянченко; журналисты многих телеканалов и спортивных изданий. Предисловие к книге написал Григорий Суркис, позже по мотивам книги был снят короткометражный документальный фильм.
В Москве с 2002 года проводится ежегодный мини-футбольный турнир памяти Сергея Перхуна. Некоторое время в Днепре также проводился турнир памяти Сергея Перхуна среди ветеранов футбола, позже уступивший место аналогичному детскому турниру. В июле 2010 года было объявлено, что в Шляховке, на малой родине вратаря будет реконструирована арена — появится стадион «Гвардия» имени Сергея Перхуна, при котором будет работать музей памяти вратаря. Утверждалось, что на стадионе будут проводиться матчи турнира среди молодых футболистов, турнира памяти Перхуна, Кубка журналистов Украины и других соревнований.

## Стиль игры
Перхун характеризовался как высококлассный вратарь, обладавший отличной реакцией и вратарской техникой, а также умевший играть на выходах. По оценке Павла Садырина, Сергей обладал «мягкой, кошачьей» техникой, здорово играл ногами, отличался самоотдачей, мастерством и координацией. На тренировках он постоянно играл в квадрат, а в матче нередко выполнял функцию последнего защитника, подстраховывая полевых игроков. По воспоминаниям Игоря Кутепова, Перхун всегда бросался головой вперёд и руками, действуя всегда крайне отчаянно: считается, что именно эта манера игры стала для него роковой. По мнению Владимира Маслаченко, Перхун был по фактуре мощнее Максима Левицкого и мог составить конкуренцию Александру Шовковскому на посту основного вратаря сборной Украины.
Известный вратарь московского «Динамо» и сборной Армении Роман Березовский, присутствовавший на матче 7-го тура чемпионата России 2001 года между ЦСКА и «Зенитом», когда Перхун совершил свой дебют, отмечал, что Перхун, несмотря на свою молодость, отлично читал игру и смело играл на опережение за пределами штрафной. Подобный стиль, по мнению Березовского, стал характерным и для немца Мануэля Нойера, однако, в отличие от Нойера, Перхун никогда не перестраховывался и играл «на грани».

## Семья
В 1996 году Сергей познакомился со своей будущей супругой Юлией, поженившись через два года. Незадолго до своей кончины Сергей повенчался с Юлией: венчавший их отец Ярослав вручил молодожёнам свечи со словами «До тех пор, пока они целы, вы будете вместе». По словам Владимира Сергеевича Перхуна, свечи горели всю ночь с 27 на 28 августа и погасли в 5:20 — примерно в то же время, когда была зафиксирована смерть Сергея.
В браке у Сергея и Юлии родились дочери Екатерина (22 августа 1999) и Анастасия, появившаяся на свет после смерти Сергея (14 декабря 2001). Обе дочери до достижения 18 лет получали специальную стипендию. Анастасия — певица, участвовала в разных музыкальных конкурсах. 10 сентября 2016 года на новом стадионе ЦСКА перед матчем-открытием Анастасия исполнила государственный гимн России.
Младшая сестра Сергея Яна встречалась с украинским футболистом Виталем Несиным и собиралась выйти за него замуж, однако 22 декабря 2004 года Несин разбился насмерть в автокатастрофе.

## Игровая статистика
Данные приводятся согласно сайту FootballFacts.ru
| Сезон     | Клуб                     | Чемпионат               | Чемпионат | Чемпионат | Кубок         | Кубок | Кубок | Еврокубки | Еврокубки | Итого | Итого |
| Сезон     | Клуб                     | Турнир                  | Игры      | Голы      | Турнир        | Игры  | Голы  | Игры      | Голы      | Игры  | Голы  |
| --------- | ------------------------ | ----------------------- | --------- | --------- | ------------- | ----- | ----- | --------- | --------- | ----- | ----- |
| 1993/1994 | Днепр                    | Высшая лига             | 3         | -3        | Кубок Украины | 4     | -4    | -         | -         | 7     | -7    |
| 1994/1995 | Металлург (Новомосковск) | Третья лига             | 7         | -13       | Кубок Украины | -     | -     | -         | -         | 7     | -13   |
| 1995/1996 | Днепр                    | Высшая лига             | 5         | -4        | Кубок Украины | -     | -     | -         | -         | 5     | -4    |
| 1997/1998 | Днепр                    | Высшая лига             | 5         | -6        | Кубок Украины | 3     | -2    | -         | -         | 8     | -8    |
| 1997/1998 | Днепр-2                  | Вторая лига, группа «Б» | 5         | -1        | -             | -     | -     | -         | -         | 5     | -1    |
| 1998/1999 | Днепр                    | Высшая лига             | 9         | -15       | Кубок Украины | -     | -     | -         | -         | 9     | -15   |
| 1998/1999 | Днепр-2                  | Вторая лига, группа «В» | -         | -         | -             | -     | -     | -         | -         | -     | -     |
| 1998/1999 | Шериф                    | Национальный дивизион   | 6         | -7        | Кубок Молдовы | -     | -     | -         | -         | 6     | -7    |
| 1999/2000 | Шериф                    | Национальный дивизион   | 29        | -19       | Кубок Молдовы | -     | -     | 2         | -1        | 31    | -20   |
| 2000/2001 | Шериф                    | Национальный дивизион   | -         | -         | Кубок Молдовы | -     | -     | -         | -         | -     | -     |
| 2001      | ЦСКА Москва              | Высший дивизион         | 13        | -6        | Кубок России  | -     | -     | -         | -         | 13    | -6    |
| 2001      | ЦСКА-д                   | Турнир дублёров РФПЛ    | 6         | - 6       | -             | -     | -     | -         | -         | 6     | -6    |

## Достижения

### Клубные
- Бронзовый призёр чемпионата Украины: 1994/1995, 1995/1996[4]
- Серебряный призёр чемпионата Молдовы: 1999/2000[4]
- Обладатель Кубка Молдовы: 1998/1999[2]

### В сборной
- Бронзовый призёр чемпионата Европы 1994 года среди юношей[5]

### Личные
- Включён в список 33 лучших футболистов чемпионата России: 2001 (посмертно)[39][40]
- Включён в список 33 лучших футболистов Украины: 2001 (посмертно)[41]
- Самый молодой вратарь, сыгравший матч в высшей лиге чемпионата Украины (16 лет, 1 месяц, 4 дня)[5]